# Język khmerski
Język khmerski (khm. ភាសាខ្មែរ) – jeden z najważniejszych języków z grupy mon-khmer w ramach rodziny austroazjatyckiej. Jest językiem urzędowym Kambodży. Jest drugim spośród języków austroazjatyckich pod względem liczby użytkowników, posługuje się nim 16 mln ludzi.
Z punktu widzenia typologii jest to język izolujący. Kategorie gramatyczne są w nim realizowane syntaktycznie i leksykalnie, a fleksja w zasadzie nie występuje. Istnieją elementy derywacji leksykalnej w postaci użycia prefiksów oraz infiksów, jednak proces ten nie ma charakteru produktywnego.
W przeciwieństwie do wielu innych języków Azji Południowo-Wschodniej, khmerski nie jest językiem tonalnym. Wykazuje znaczące wpływy sanskrytu i pali. Zapisywany jest przy użyciu pisma khmerskiego, należącego do typu alfabetyczno-sylabicznego.

## Fonetyka i fonologia

### Zasóbfonemów
Przedstawione poniżej wartości fonetyczne są jedynie przybliżeniem i nie uwzględniają poszczególnych wariantów w obrębie jednego fonemu.
1. spółgłoski:
  - k, d, t, n, b, p, m, r, l, s, h, f – wymowa zbliżona do języka polskiego
  - c – wymowa zbliżona do polskiego ć, jednak język jest odrobinę bardziej cofnięty
  - w – wymawia się jako głoskę dwuwargową, bądź wargowo-zębową, w zależności od otoczenia
  - y – wymawia się tak jak polskie j
  - ñ – wymawia się tak jak polskie ń
  - ŋ – w przybliżeniu odpowiada wymowie podkreślonej części słowa bank (tylko szybka wymowa)
  - kh, th, ph, ch – spółgłoski z dodanym przydechem
  - q – zwarcie krtaniowe
2. samogłoski:
  - krótkie – i, ɨ, u, e, o, a, ɑ, ə
  - długie – aa, ee, uu, ii, ɑɑ, ɔɔ, ɛɛ, ɨɨ, əə, oo
  - długie dyftongi – ae, ao, ei, iə, əɨ, ɨə, uə, ɔə, aə, ou
  - krótkie dyftongi – oə˘, uə˘, eə˘

Istotne jest to, że rozbicie dyftongów, jak również niektórych długich samogłosek na dwie części składowe nie zawsze da w efekcie dwie krótkie samogłoski, tak jak wynikałoby to z zapisu. əɨ ≠ ə + ɨ. Dość często spotyka się tu również iloczas. W efekcie w zapisie schematycznym długie samogłoski i dyftongi traktowane są jako odrębne i niepodzielne jednostki (V może oznaczać tak krótką samogłoskę, jak długą samogłoskę czy dyftong).

### Budowa sylaby
Sylaba w języku khmerskim ma postać CCVC, może się więc składać maksymalnie z grupy spółgłosek, samogłoski lub dyftongu oraz spółgłoski. Możliwe są również kombinacje nieobejmujące wszystkich tych elementów:
1. CV
2. CCV
3. CVC
4. VC
5. V

W niektórych wyrazach zapożyczonych występują grupy po trzy spółgłoski, jednak użytkownicy języka mają tendencję do rozdzielania ich dodatkową samogłoską zgodnie ze schematem CCCV → CVCCV. Powstaje wtedy słowo dwusylabowe.

### Zjawiska na poziomie ponadsylabowym
Wyrazy języka khmerskiego niebędące zapożyczeniami składają się z maksimum dwóch sylab. Dość częste jest zjawisko eufonii na styku dwóch sylab. Najczęściej polega to na zmianę dźwięku m na inny dźwięk nosowy, odpowiadający pod względem artykulacji następującej po nim spółgłosce zwartej.

## System pisma
Pismo khmerskie jest systemem sylabicznym. Najmniejszą jednostką dźwiękową, którą może reprezentować pojedyncza litera, jest sylaba. Dla przykładu litera ក symbolizuje całą sylabę /kɑɑ/. Po dodaniu litery oznaczającej samogłoskę – ា – otrzymujemy sylabę កា /kaa/ (zatem brak symbolu samogłoskowego paradoksalnie oznacza konkretną samogłoskę). Każdy znak spółgłoskowy jest przypisany do jednej z dwu serii (I i II, lub słaba i silna). Seria spółgłoski determinuje wartość dźwiękową następującej samogłoski. Tak więc symbol samogłoskowy (lub jego brak) można przeważnie odczytać na dwa sposoby (będą to dwa oddzielne fonemy).

### Spółgłoski

#### Zwarte i nosowe
| x                        | słabe (I seria) | słabe (I seria) | silne (II seria) | silne (II seria) | nosowe  |
| x                        | bez przydechu   | z przydechem    | bez przydechu    | z przydechem     | nosowe  |
| ------------------------ | --------------- | --------------- | ---------------- | ---------------- | ------- |
| tylnopodniebieniowe      | ក /kɑɑ/         | ខ /kʰɑɑ/        | គ /kɔɔ/          | ឃ /kʰɔɔ/         | ង /ŋɔɔ/ |
| środkowopodniebieniowe   | ច /cɑɑ/         | ឆ /cʰɑɑ/        | ជ /cɔɔ/          | ឈ /cʰɔɔ/         | ញ /ɲɔɔ/ |
| retrofleksy (cerebralne) | ដ /ɗɑɑ/         | ឋ /tʰɑɑ/        | ឌ /ɗɔɔ/          | ឍ /tʰɔɔ/         | ណ /nɑɑ/ |
| zębowe                   | ត /tɑɑ/         | ថ /tʰɑɑ/        | ទ /tɔɔ/          | ធ /tʰɔɔ/         | ន /nɔɔ/ |
| dwuwargowe               | ប /ɓɑɑ/         | ផ /pʰɑɑ/        | ព /pɔɔ/          | ភ /pʰɔɔ/         | ម /mɔɔ/ |

Wszystkie symbole dźwięków nosowych z wyjątkiem ណ należą do II serii. W pozycji wygłosowej spółgłoski zwarte wymawiane są bardzo słabo, wygłosowy dźwięk /-k/ przechodzi praktycznie w zwarcie krtaniowe /-q/. Przykład: កក odczytamy /kɑɑq/.

#### Pozostałe
- យ /yɔɔ/
- រ /rɔɔ/
- ល /lɔɔ/
- វ /wɔɔ/
- ស /sɑɑ/, w wygłosie /-h/
- ហ /hɑɑ/
- ឡ /lɑɑ/
- អ /qɑɑ/ – litera ta umożliwia zapisanie sylaby składającej się z samej samogłoski

Spółgłoski dźwięczne pogrubiono.

### Samogłoski
Na pomarańczowo oznaczono symbol spółgłoski (I seria w lewej kolumnie, II seria w prawej kolumnie). Niektóre samogłoski zapisuje się nad, niektóre pod, inne przed, za, lub naokoło spółgłoski. Zawsze jednak samogłoska wymawiana jest po spółgłosce, do której jest przypisana.

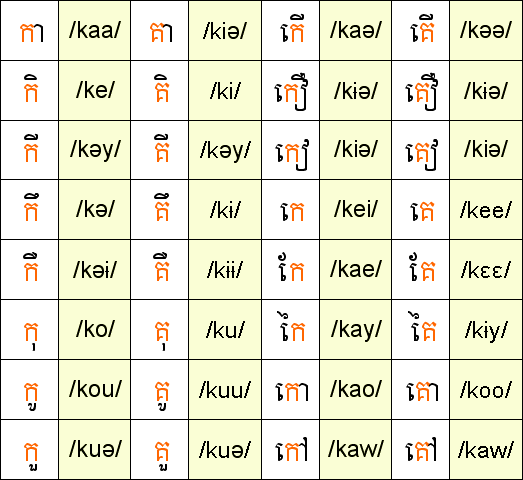
Samogłoski języka khmerskiego

### Samogłoski niezależne
Samogłoski niezależne funkcjonują w khmerskim zapisie podobnie do spółgłosek – zawierają one początkową spółgłoskę (przeważnie jest to /q-/), jak i samogłoskę. Większość samogłosek niezależnych posiada więcej niż jeden wariant wymowy, przy czym nie ma spójnych zasad określających, jak należy odczytać dany symbol w konkretnym słowie.
- ឥ – អិ អ៊ិ អី
- ឦ – អី
- ឧ – អុ អ៊ុ អោ
- ឩ – អូ អ៊ូ
- ឪ – អូវ
- ឯ – អែ
- ឰ – អៃ
- ឱ – អោ
- ឲ – អោ
- ឳ – អៅ
- ឫ – រឹ
- ឬ – រឺ
- ឭ – លឹ
- ឮ – លឺ

Możliwe warianty wymowy zapisano za pomocą zwykłych spółgłosek/samogłosek.

### Interpunkcja
W piśmie khmerskim nie występują odstępy między poszczególnymi wyrazami. Odstęp pełni za to funkcję podobną (lecz nie dokładnie identyczną) do przecinka w zapisie łacińskim. Ponadto stosuje się następujące znaki interpunkcyjne:
- ។ – sygnalizuje koniec zdania, lub wielozdaniowej wypowiedzi ściśle zintegrowanej znaczeniowo
- ៕ – oznacza zazwyczaj koniec rozdziału, lub całego tekstu
- ៚ – odpowiednik ៕ stosowany w tekstach poetyckich i religijnych
- ៙ – otwiera teksty literackie i religijne
- ៖ – pełni podobną rolę do łacińskiego dwukropka
- ៗ – oznacza podwojenie poprzedzającego słowa lub frazy
- – (dywiz) – służy do oznaczania podziału wyrazu między wierszami.

Ponadto we współczesnych tekstach często stosuje się łacińskie znaki interpunkcyjne (nawiasy okrągłe, dwukropek, przecinek, średnik, wielokropek, wykrzyknik, znak zapytania).

### Cyfry
Khmerskie cyfry zorganizowane są w system dziesiętny.
- ០ – 0
- ១ – 1
- ២ – 2
- ៣ – 3
- ៤ – 4
- ៥ – 5
- ៦ – 6
- ៧ – 7
- ៨ – 8
- ៩ – 9

Tak więc liczbę 278 405 zapiszemy ២៧៨៤០៥.

## Gramatyka

### Poziom składniowy
W języku khmerskim budowa zdania twierdzącego wygląda następująco: podmiot, który nie może zostać pominięty; czasownik (zawsze w formie bezokolicznikowej, gdyż w języku tym nie ma koniugacji); dopełnienie (z tym że jeśli użyty jest przysłówek – stawia się go zawsze na końcu). Określniki czasów (przyszły – នឹង [podobne do angielskiego future simple], teraźniejszy កំពុង [podobne do angielskiego present continuous], przeszły បាន [podobne do włoskiego passato prossimo]) zajmują miejsce bezpośrednio przed czasownikami.